# Prospettiva del conflitto
(Warren Buffett 2006)
La prospettiva del conflitto (o teoria del conflitto), nell'ambito della sociologia, è uno dei tre filoni principali di pensiero attorno al quale, nel tempo, si sono agglomerati diversi autori. In ambito comunista è chiamata lotta di classe, intesa come conflitto tra la classe sociale della borghesia e quella del proletariato.
Essa indica un modo di approcciarsi ai fenomeni sociali, secondo cui la storia dell'umanità è macchiata di contrasti tra classi d'appartenenza, e non solo. Le altre due prospettive possibili sono quella funzionalista e interazionista.

## Storia
Dati i limiti della giornata di lavoro, il massimo del profitto corrisponde al limite fisico minimo dei salari, e, dati i salari, il massimo del profitto corrisponde a quella estensione della giornata di lavoro che è ancora compatibile con le forze fisiche dell'operaio. Il massimo del profitto è dunque limitato solamente dal minimo fisico dei salari e dal massimo fisico della giornata di lavoro. È chiaro che fra questi due limiti del saggio massimo del profitto è possibile una serie immensa di variazioni. La determinazione del suo livello reale viene decisa soltanto dalla lotta incessante tra capitale e lavoro; il capitalista cerca costantemente di ridurre i salari al loro limite fisico minimo e di estendere la giornata di lavoro al suo limite fisico massimo, mentre l'operaio esercita costantemente una pressione in senso opposto.
La cosa si riduce alla questione dei rapporti di forza delle parti in lotta.»
(Marx, Salario, prezzo e profitto, 1865)
Il concetto di lotta di classe nasce ben prima, con le teorie e le motivazioni degli esperimenti utopici di inizio Ottocento, ma la vulgata nasce con Karl Marx, il quale considerava la lotta tra le classi sociali come il "motore" della storia e la fonte principale del cambiamento. Secondo gli anarchici e i marxisti, il conflitto di classe mondiale tra la Classe degli Sfruttati (proletariato) e la Classe degli Sfruttatori (borghesia) è quella tensione o antagonismo che si crea nella società a causa della competizione degli interessi socio-economici tra persone di classi differenti.
Per i marxisti-leninisti, il conflitto di classe può assumere diverse forme: la violenza diretta esercitata dal capitalismo, come le guerre per l'accaparramento delle risorse e la manodopera a basso costo; la violenza indiretta, con cui si hanno morti per povertà, fame, malattie o condizioni di lavoro pericolose; la coercizione, quale la minaccia di perdita del lavoro o di distrarre un importante investimento, sia essa volontaria o involontaria (come la produzione del consumismo attraverso la pubblicità). Ulteriormente esistono forme politiche dei conflitti di classe per mezzo di lobbisti, legali o illegali, o di capi di governo che fanno sì che si facciano approvare leggi favorevoli al capitale quali: leggi sul lavoro, leggi fiscali, ingiunzioni o dazi doganali.
Nel consumo al dettaglio, quando il consumatore-massa deve pagare un prezzo superiore all'intero costo di produzione, c'è violenza sul bisogno, sfruttamento e lotta di classe parcellizzata in cui ogni rapporto di forze tra domanda e offerta è una resa condizionata reiterata fino all'assuefazione, interiorizzazione e inconsapevolezza, pianificata dagli uffici di marketing dei capitalisti.
Per la sistemica, ingegnerizzata ma non intenzionale mancanza di equità nei rapporti economici (e perciò nei prezzi), ogni rischio di monetizzazione di qualunque cosa è percepito quasi sempre come umiliante e mortificante per il proletario sotto la violenza del bisogno, e tale condizione è esasperata se l'oggetto di monetizzazione è inconsueto o attinente all'intimità individuale. La confusione su questo, in assenza di coscienza di classe, può sfociare nelle ire populiste contro i molteplici aspetti della modernità.
Nelle crisi economiche il capitalismo si rafforza acquistando a poco prezzo le risorse cedute dai soggetti deboli sotto la violenza del bisogno, si rafforza socialmente, assottigliando la piramide gerarchizzante, e politicamente, dirottando con facilità il conflitto e la rabbia degli sfruttati contro altri sfruttati. Una forma più silenziosa, ma massicciamente sostanziosa di lotta di classe è veicolata dalla spesa pubblica, che al riparo di una praticamente inesistente trasparenza, ogni anno in ogni Stato trasferisce somme ingenti dalle fasce di redditi bassi a quelle di reddito alto.
La risposta del proletariato a queste aggressioni del capitale può iniziare con uno sciopero, oppure in maniera occulta, con un informale rallentamento della produzione motivato dalla protesta per i salari bassi o per comportamenti aziendali anti-sindacali.

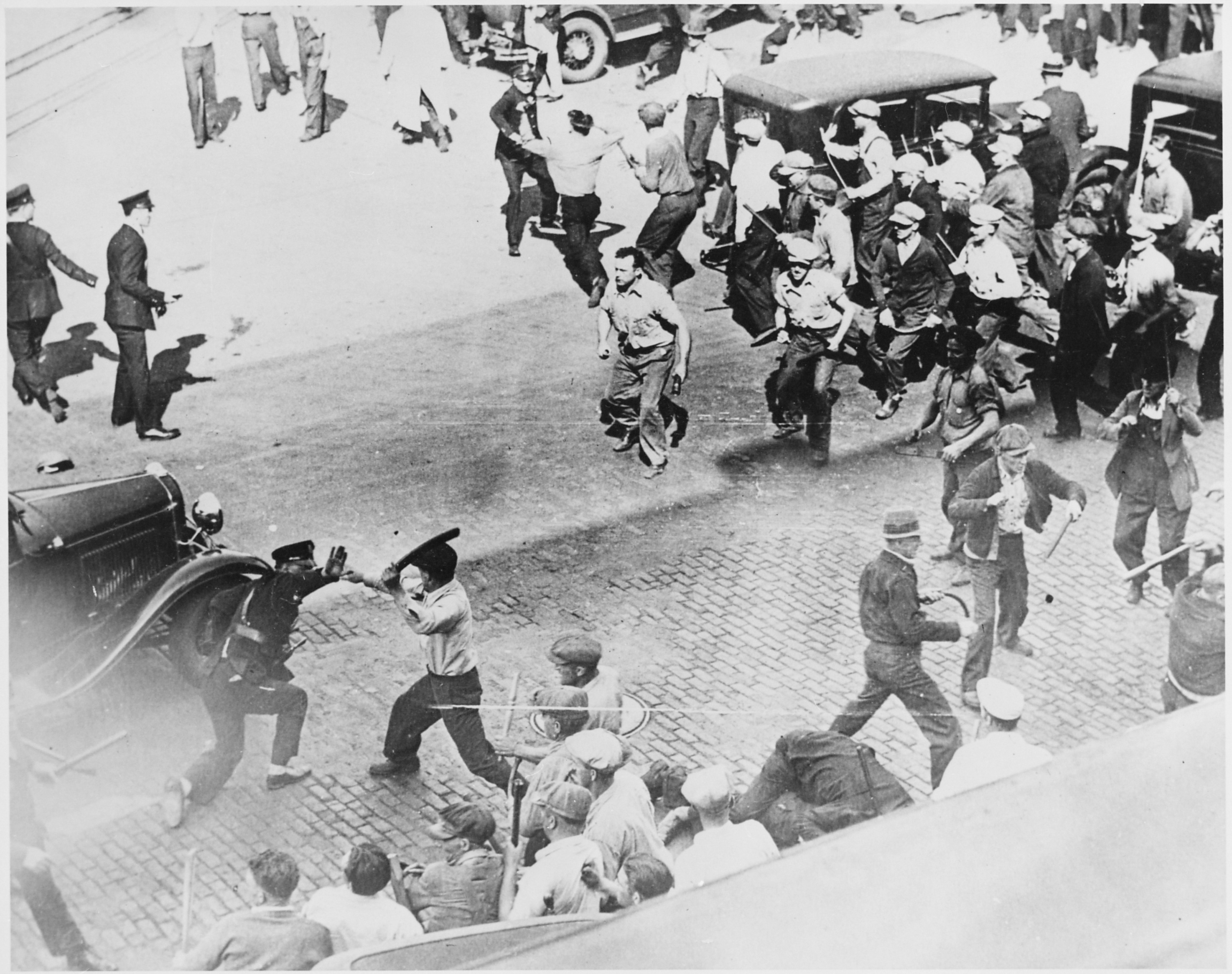
Sciopero a gatto selvaggio dei camionisti a Minneapolis, 1934

Dominante nell'Europa occidentale, la prospettiva del conflitto è stata declinata dalla cultura liberaldemocratica sotto forma di lotta sociale tra ceti, mediante l'elaborazione di Max Weber (1864 - 1920): egli è d'accordo con le idee fondamentali di Karl Marx circa l'economia che causa il conflitto di classe, ma sostiene che questa battaglia possa provenire anche dal prestigio e dal potere. Weber afferma che le classi nascono dal diverso posizionamento delle proprietà. Differenti localizzazioni possono largamente colpire una classe nella loro educazione, in correlazione alle persone ad essa collegate.
Egli dichiara, inoltre, che il prestigio si evidenzia nei differenti ceti. Il prestigio è un valore attribuito e che molte volte non può essere cambiato. Weber sostiene che le differenze di potere alimentano la formazione di diverse fazioni politiche. Weber è però in disaccordo con Marx circa la formazione di queste classi. Mentre Marx credeva che i gruppi fossero costituiti in base allo stato economico, Weber sosteneva che le classi siano in gran parte costituite dallo status sociale. Quest'ultimo non credeva che le comunità fossero costituite dalla condizione economica, ma da persone di similare prestigio sociale. Weber riconosce però che esiste una relazione fra status sociale, prestigio sociale e classi.
La prospettiva del conflitto è stata ignorata dalla sociologia americana fino agli anni Sessanta. A partire dai sommovimenti politici di quegli anni è divenuto più agevole analizzare il cambiamento della società mediante la prospettiva del conflitto piuttosto che con quella funzionalista.
La teoria del conflitto sviluppata da Mills e Coser, non concentra la propria attenzione, come fece Marx, sulla lotta di classe, ma considera come un fatto - che troviamo nella vita di ogni società - il conflitto tra molti gruppi e interessi (es. i vecchi contro i giovani, i produttori contro i consumatori, abitanti del centro contro quelli della periferia).

## Descrizione

### Oggetto
I teorici del conflitto assumono che la società si trovi in uno stato costante di cambiamento, in cui il conflitto è una caratteristica permanente.

Immagine del "due pesi due misure" di quando si devono realizzare i diritti della classe dominante rispetto alla realizzazione dei diritti delle classi subalterne.

Come il funzionalismo, anche le teorie del conflitto propongono un modello complessivo che descrive il funzionamento della società, tuttavia respingono l'accento funzionalista sul consenso per privilegiare l'importanza delle divisioni sociali, concentrandosi sui temi del potere, della disuguaglianza e del conflitto.
Secondo questo modello complessivo la società è composta di gruppi distinti, ciascuno dedito al proprio interesse. L'esistenza di interessi distinti comporta la costante presenza di un conflitto: quelli che prevalgono nel conflitto diventano gruppi sociali dominanti, quelli che soccombono diventano gruppi sociali subordinati.

### La concezione delconflitto
Conflitto non significa necessariamente violenza aperta, ma anche tensione, ostilità, competizione e dissenso sui fini e valori. Esso non è un evento occasionale che interrompe il funzionamento generalmente armonioso della società, ma è una parte costante e necessaria della vita sociale. Le cose che le persone vogliono - potere, ricchezza e prestigio - sono sempre scarse e la loro domanda supera l'offerta. Coloro che controllano queste risorse riescono a proteggere i loro interessi a spese degli altri.
I teorici del conflitto considerano l'immagine funzionalista di un consenso generale sui valori come una pura finzione: ciò che accade in realtà - secondo loro - è che chi ha il potere costringe il resto della popolazione all'acquiescenza e alla conformità. In altre parole l'ordine sociale viene mantenuto non con il consenso popolare, ma con la forza o con la minaccia dell'uso della forza. I teorici del conflitto non pensano che il conflitto sia una forza necessariamente distruttiva: può avere spesso dei risultati positivi, in quanto può portare a cambiamenti sociali che altrimenti non si sarebbero realizzati. I cambiamenti sociali impediscono che la società ristagni.

## Sociologi
Di seguito uno schema riassuntivo che elenca i principali teorici del conflitto e la loro suddivisione tra lo stampo marxista e quello weberiano.
- Teorici critici di stampo marxista
  - Karl Marx
  - John Atkinson Hobson
  - Scuola di Francoforte
    - Erich Fromm
    - Herbert Marcuse
    - Theodor W. Adorno
    - Max Horkheimer

  - Jürgen Habermas
  - Charles Wright Mills
  - Pierre Bourdieu
  - Louis Althusser
  - Erik Olin Wright
- Teorici analitici di stampo weberiano
  - Max Weber
  - Ralf Dahrendorf
  - Lewis A. Coser
  - Randall Collins
- Altri teorici del conflitto
  - Josiah Warren
  - Bakunin
  - Proudhon
  - Benjamin Tucker
  - Georg Simmel
  - Robert Ezra Park e la Scuola di Chicago da lui fondata
  - Gustave de Molinari
  - Luigi De Marchi
  - Kevin Carson

## Applicazioni della prospettiva del conflitto a realtà extra-occidentali

### Società musulmana (primavera araba)
Diversi fattori sono culminati in quella che noi conosciamo come primavera araba. L'ordine del giorno, inerente all'agitazione civile e all'ultimo rovesciamento del governo totalitario accaduto in Medio Oriente, includeva articoli quali la dittatura, la monarchia assoluta, la violazione dei diritti umani, il declino economico, la disoccupazione, l'estrema povertà ed un numero di fattori demografici strutturali come una larga percentuale di popolazione composta da giovani scolarizzati ma insoddisfatti. Il catalizzatore delle rivolte in tutta l'Africa del Nord e nei Paesi del Golfo Persico, sono state la concentrazione del potere per decenni nelle mani dei governanti che hanno generato un'insufficiente trasparenza nella redistribuzione del danaro pubblico, un'elevata corruzione ed in particolar modo il rifiuto dei giovani ad accettare lo status quo universale di essere persone minacciate dalla mancanza di cibo.

### L'Unione Sovietica e le società simili
Una variante dei predominanti pensieri marxisti e anarchici argomenta che i conflitti di classe esistono anche nelle società sovietiche. Questi argomenti descrivono la classe dei burocrati di partito come quella che detta le regole economiche e politiche. Questa classe dirigente è vista essere in opposizione al resto della società generalmente considerato essere il proletariato. Questo tipo di sistema è considerato dai suoi detrattori come uno stato capitalista, oppure socialista degenerato, perché guidato secondo le regole del collettivismo burocratico. Il Marxismo fu la dottrina ideologica predominante in Unione Sovietica a partire dal 1922. Nel 1898 un gruppo di marxisti aveva fondato il Partito operaio socialdemocratico russo che si era diviso presto in due fazioni, i bolscevichi, che erano guidati da Vladimir Lenin, e i menscevichi, che erano guidati da Julij Martov. I primi presero il potere nel 1917, dopo la Rivoluzione d'Ottobre, e nel 1922, vinta la guerra civile contro le forze antibolsceviche, diedero vita all'Unione delle Repubbliche Socialiste Sovietiche.